# Курјак (Удбина)
Курјак је насељено мјесто у Лици, у општини Удбина, Личко-сењска жупанија, Република Хрватска.

## Географија
Налази се на локалној саобраћајници недалеко од регионалног пута Удбина – Горња Плоча. Курјак је удаљен 8 км југозападно од Удбине.

## Историја
На стрмој литици изнад села Курјака виде се рушевине „града Курјака“. Ту је било најстарије сједиште крбавских кнезова Курјаковића. Они су име добили по свом претку Курјаку, који је живио крајем 13. и почетком 14. вијека, и који се у латинским документима од 1298. до 1304. године зове „Curiacus“, односно „Curiachus“ с наставком „de Corbavia“.

### Други свјетски рат
У селу Курјак, срез Удбина, месеца маја 1941. извршен је покољ Срба. Усташе су том приликом убијале све Србе одреда, и мало и велико, и мушко и женско. Куће су палили а ствари и осталу имовину односили са собом. Споменик палим борцима и жртвама терора је откривен 22. октобра 1989.
Курјак се од распада Југославије до августа 1995. године налазио у Републици Српској Крајини. До територијалне реорганизације у Хрватској насеље се налазило у саставу бивше велике општине Кореница.

## Становништво
Према попису из 1991, насеље Курјак је имало 134 становника, међу којима је било 131 Срба, 1 Хрват и 2 осталих. Према попису становништва из 2001. године, Курјак је имао 6 становника. Курјак је према попису из 2011. године имао 28 становника.
| Националност       | 1991. | 1981. | 1971. | 1961. |
| Срби               | 131   | 367   | 516   | 750   |
| Југословени        |       | 37    | 15    | 1     |
| Хрвати             | 1     | 2     | 3     | 7     |
| Муслимани          |       |       | 1     | 6     |
| Македонци          |       |       |       | 1     |
| остали и непознато | 2     | 8     | 5     |       |
| Укупно             | 134   | 414   | 540   | 765   |

| Демографија | Демографија | Демографија |
| Година      | Становника  | Становника  |
| ----------- | ----------- | ----------- |
| 1961.       | 765         |             |
| 1971.       | 540         |             |
| 1981.       | 414         |             |
| 1991.       | 134         |             |
| 2001.       | 6           |             |
| 2011.       |             | 28          |

## Познати
- Милан Баста, одликовани генерал ЈНА